# Environmental Performance Vehicles
Environmental Performance Vehicles (EPV) er en amerikansk producent af busser, der er baseret i Charlotte, North Carolina. which was renamed Global Bus Ventures (NZ) on 30 May 2016. Virksomheden blev etableret i 2014, efter en rekonstruktion i DesignLine, der blev etableret i 1985.